# GuiHome
GuiHome est le nom de scène de Guillaume Wattecamps, un vidéaste et humoriste belge, né le 20 janvier 1992 à Namur.

## Biographie

### Années 2010
Après avoir terminé ses études secondaires au Collège Notre-Dame de la Paix à Erpent, Guillaume Wattecamps s'installe à Paris afin de concrétiser sa vocation. De retour en Belgique, il suit des études de communication à l'ISFSC. C'est là qu'il commence à faire des vidéos humoristiques sur sa page Facebook ou YouTube « Gui-Home vous détend » où il joue le rôle d'un étudiant paresseux, égoïste et désinvolte en conflit permanent avec ses parents ainsi qu'avec le système éducatif,.
Ses vidéos, qui avaient juste pour but d'amuser ses camarades, rencontrent rapidement du succès. Il écrit un one-man-show qu'il présente pour la première fois le 2 novembre 2015 au théâtre Mercelis à Bruxelles. S'ensuit une tournée en Belgique produite par l'humoriste François Pirette. Son spectacle, diffusé sur RTL TVI, a du succès en 2017 avec plus de 700 000 téléspectateurs.
En 2019, il se sépare de son producteur François Pirette et rejoint la RTBF pour développer le projet « GuiHome vous détend est un vrai touriste » dans lequel il publie plusieurs capsules mélangeant humour et tourisme. La même année, il fonde No Picture Please, une agence de communication numérique et évènementielle.

### Années 2020
Après un bref retour sur Youtube en raison de la pandémie de Covid-19 survenue en 2020, il revient sur scène avec son second spectacle, « GuiHome vous détend, Le Grand » ainsi qu'à la télévision avec deux nouveaux projets pour Tipik, seconde chaîne de la RTBF : une mini-série intitulée « Messieurs Pipi » avec Pablo Andres et Sandra Zidani racontant l'histoire de deux hommes d'entretien de toilettes publiques, et une émission d'humour intitulée Comme à la Maison dans laquelle il met en avant la nouvelle scène belge en les invitant « chez lui », sur scène, leur imposant de relever des défis tout en jouant l'un de leur sketch.
En 2022, GuiHome lance un festival d'humour à Namur. Ce festival intitulé Namur is a joke se tient chaque année en mars depuis lors.
En 2023, il se lance dans l'entreprenariat en participant notamment à la création d'un bar à gaufres à Namur.
Il est repéré par un habitué des scènes belges, Jérémy Ferrari, qui l'invite à rejoindre dans sa société de production Dark Smile Production et le lancer en France. Il reprend ainsi son second spectacle, renommé « GuiHome vous détend » qu'il présente courant 2024.

## Spectacles
- 2016 : GuiHome vous détend sur scène
- 2022 : GuiHome vous détend, Le Grand
- 2024 : GuiHome vous détend